# AFC Wimbledon
AFC Wimbledon – angielski klub piłkarski z Kingston upon Thames występujący w League One. W latach 2002–2011 pięć razy uzyskiwał promocję do wyższej klasy rozgrywkowej, ustanawiając przy tym serię 78 meczów bez porażki, co jest rekordem w angielskiej piłce seniorskiej na wszystkich szczeblach ligowych.

## Historia
Założony został w czerwcu 2002 roku przez część kibiców Wimbledonu, niezadowolonych z prób przeniesienia wtedy bezdomnego klubu (od 1991 roku) z jego tymczasowej siedziby z Londynu; w 2003 Wimbledon F.C. został jednak przeniesiony do Milton Keynes - miasta oddalonego od stolicy kraju o 80 km. Dwa miesiące po założeniu nowego klubu zespół AFC przystąpił do rozgrywek Combined Counties League dziewiątego, ligowego poziomu rozgrywek piłkarskich w Anglii. 10 lipca, na pierwszym meczu sparingowym przed rozpoczęciem sezonu, zjawiło się niespełna 4700 widzów.

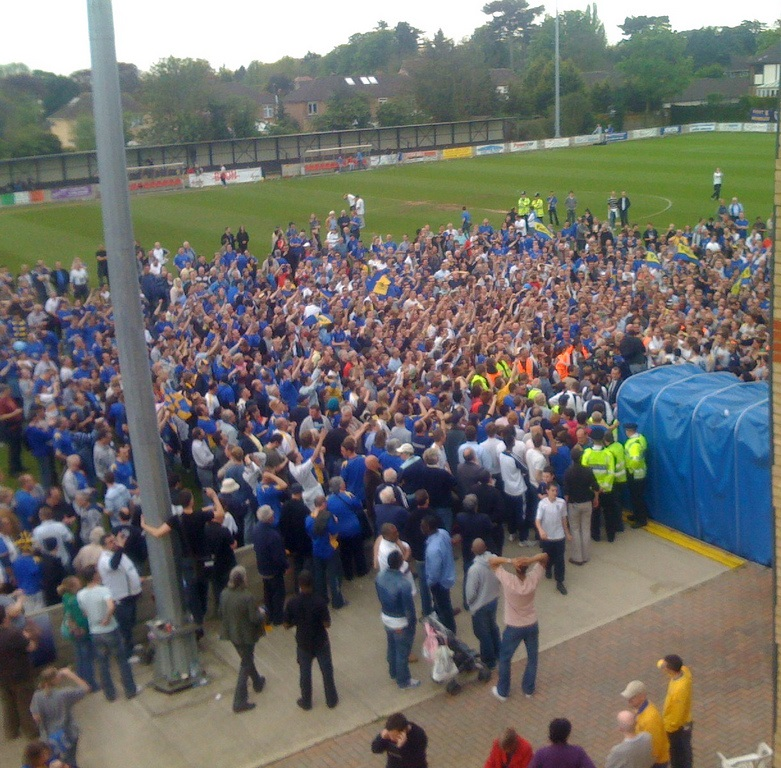
Piłkarze i kibice świętują awans do Conference South, po zwycięstwie w finale play-off nad Staines Town.

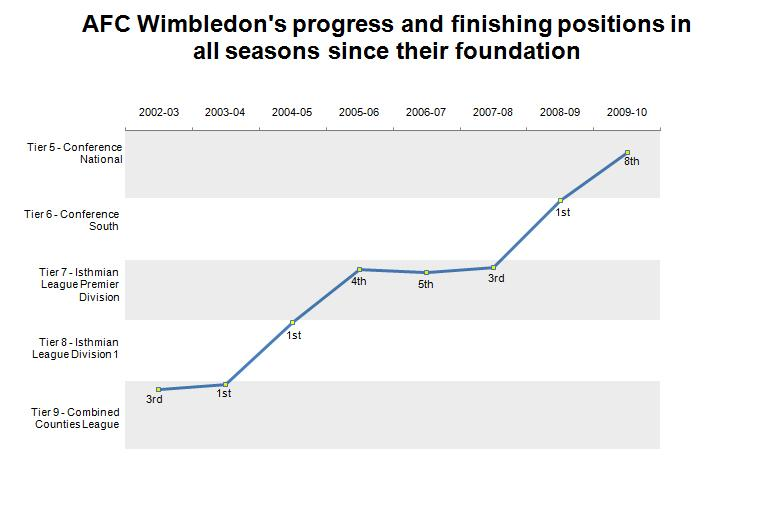
Wykres przedstawiający pozycje ligowe klubu w latach 2002-2010.

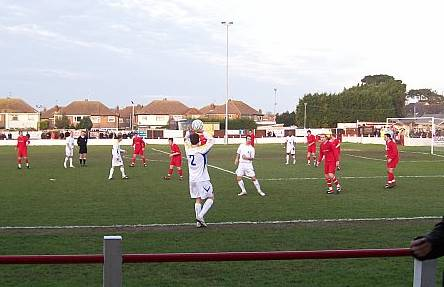
AFC Wimbledon podczas wyjazdowego meczu z Ramsgate w grudniu 2007 roku.

W sezonie 2002/03 menadżerem zespołu był Terry Eames. The Dons zakończyli rozgrywki na 3. pozycji w tabeli z czteropunktową stratą do miejsca gwarantującego awans do wyższej ligi. Średnia widzów na stadionie Kingsmeadow wyniosła 3003 widzów i była większa od frekwencji zanotowanej na Selhurst Park, gdzie swoje mecze rozgrywała wciąż występująca w Nationwide Division One drużyna Wimbledonu F.C..
W drugim sezonie występów w Premier Division Combined Counties League, AFC Wimbledon, do 10 stycznia 2004 roku zanotował 21 zwycięstw z rzędu. W lutym, z powodów dyscyplinarnych zwolniono Eamesa, a jego miejsce tymczasowo zajął Nicky English. Pierwszy mecz pod wodzą nowego szkoleniowca zakończył się zwycięstwem The Dons 9:0. Ostatecznie zespół zajął 1. miejsce i awansował do Isthmian League First Division. W tym samym roku drużyna zwyciężyła w rozgrywkach o Premier Challenge Cup.
W maju 2004 roku nowym menadżerem Wimbledonu został Dave Anderson. Trzy miesiące później zespół po raz pierwszy przystąpił do rozgrywek o Puchar Anglii osiągając trzecią rundę kwalifikacyjną. W sezonie 2004/2005 The Dons ukończyli rozgrywki ponownie na 1. miejscu i po raz drugi z rzędu uzyskali promocję. Drużyna wygrała także turniej o Surrey Senior Cup. AFC Wimbledon odnotował kolejny rekord zaliczając serię 78 ligowych spotkań bez porażki.
W pierwszym sezonie występów w Isthmian League Premier Division The Dons zajęli 4. miejsce i osiągnęli play-offs. Zespół przegrał jednak w dwumeczu z Fisher Athletic; wystąpił także w finale Surrey Senior Cup gdzie tym razem uległ lokalnej drużynie Kingstonian.
W sezonie 2006/2007 AFC Wimbledon zakończył rozgrywki na 5. lokacie i ponownie awansował do play-offs. W kilku meczach wystawił w składzie nie zgłoszonego do rozgrywek Jermaine`a Darlingtona, za co Związek Piłkarski podjął decyzję o odjęciu 18 punktów. Po ponownym rozpatrzeniu sprawy ostatecznie odjęto 3 punkty i ukarano klub kwotą w wysokości 400 funtów.
W maju 2007 roku nowym menadżerem zespołu został Terry Brown. Rok później drużyna wywalczyła awans do Conference South, pokonując w finale play-off Staines Town 2:1. W sezonie 2008/2009 AFC Wimbledon zajął 1. miejsce i awansował do Football Conference - zaplecza zawodowej Football League.
Rok później AFC Wimbledon zajął 8., a w 2011 roku 2. pozycję i osiągnął finał play-offs. 21 maja, w meczu rozegranym na City of Manchester Stadium, The Dons pokonali po rzutach karnych Luton Town i awansowali do League Two. W sezonie 2011/2012 w N-Power League Two zajęli 16. miejsce.
W latach 2019–2020, w miejscu rozebranego Wimbledon Greyhound Stadium i niedaleko miejsca gdzie dawniej stał długoletni obiekt Wimbledon FC, stary Plough Lane, wybudowano nowy stadion Plough Lane, na który z Kingsmeadow przenieśli się piłkarze AFC Wimbledon.

## Kadra

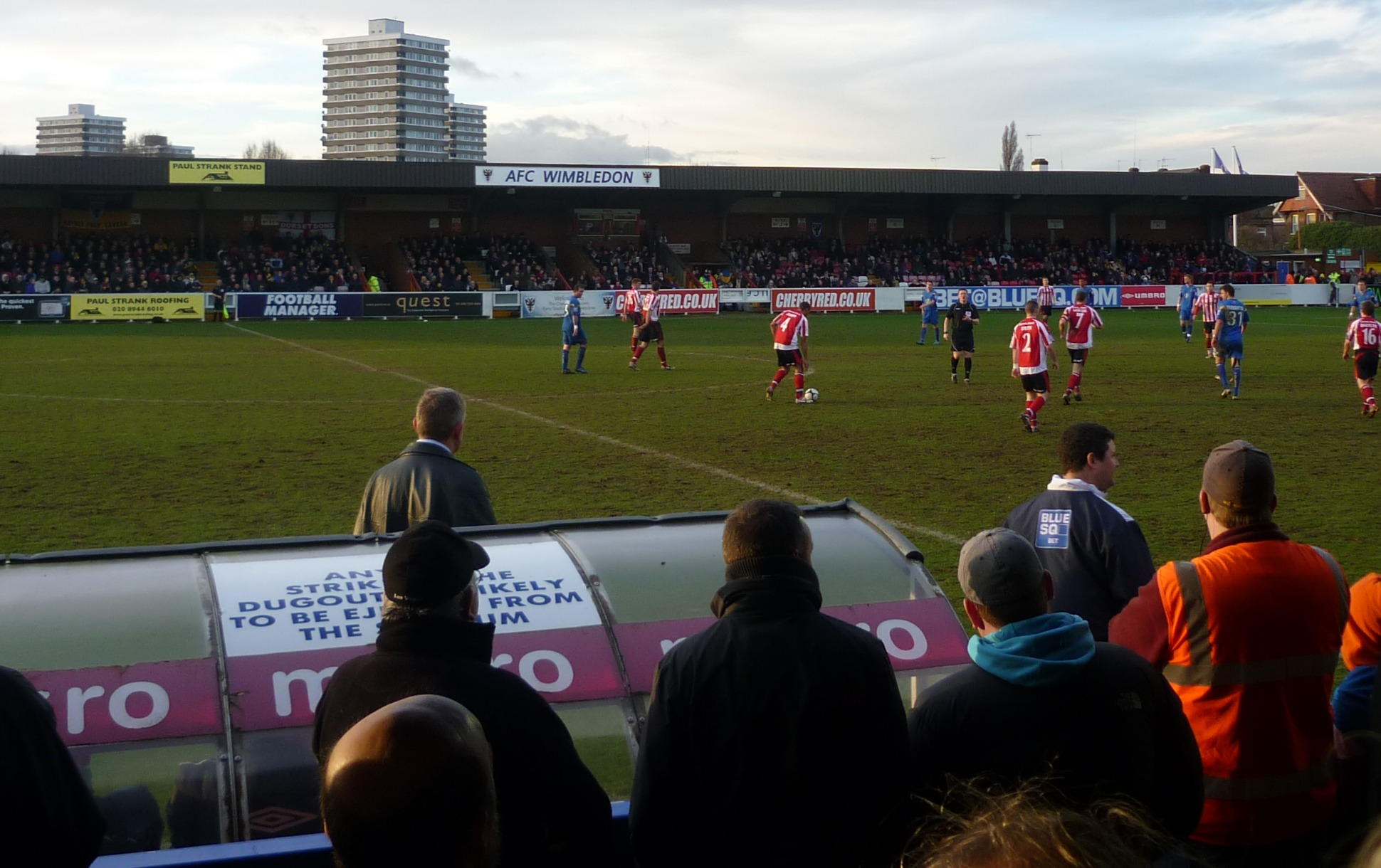
Stadion Kingsmeadow; swoje mecze rozgrywa tu także lokalny rywal The Dons - Kingstonian F.C.

### Skład zespołu
stan na 31 stycznia 2023
| Nr | Poz. | Piłkarz                                              |
| -- | ---- | ---------------------------------------------------- |
| 1  | BR   | Nik Tzanev                                           |
| 2  | OB   | Chris Gunter                                         |
| 3  | OB   | Lee Brown                                            |
| 4  | PO   | Alex Woodyard (kapitan)                              |
| 5  | OB   | Will Nightingale                                     |
| 6  | PO   | George Marsh                                         |
| 7  | NA   | Saikou Janneh (Wypożyczony z Cambridge United)       |
| 8  | PO   | Harry Pell                                           |
| 9  | NA   | Josh Davison                                         |
| 10 | PO   | Diallang Jaiyesimi (Wypożyczony z Charlton Athletic) |
| 11 | PO   | Ethan Chislett                                       |
| 12 | NA   | Ali Al-Hamadi                                        |
| 13 | BR   | Nathan Broome                                        |
| 15 | OB   | Alex Pearce                                          |

| Nr | Poz. | Piłkarz                                           |
| -- | ---- | ------------------------------------------------- |
| 16 | OB   | Aaron Pierre                                      |
| 18 | PO   | Armani Little (Wypożyczony z Forest Green Rovers) |
| 19 | PO   | Kasey McAteer (Wypożyczony z Leicester City)      |
| 20 | OB   | Huseyin Biler                                     |
| 23 | PO   | Elliott Bolton                                    |
| 26 | OB   | Jack Currie                                       |
| 28 | PO   | Sam Pearson (Wypożyczony z Bristol City)          |
| 29 | NA   | David Fisher                                      |
| 30 | OB   | Paul Kalambayi                                    |
| 33 | OB   | Isaac Ogundere                                    |
| 35 | OB   | Ethan Sutcliffe                                   |
| 37 | OB   | Paul Osew                                         |
| 42 | OB   | Remi Onabanjo                                     |
| 50 | PO   | Aron Sasu                                         |

### Piłkarze na wypożyczeniu
| Nr | Poz. | Piłkarz                                |
| -- | ---- | -------------------------------------- |
| 14 | NA   | Zach Robinson (w Dundee)               |
| 17 | NA   | Aaron Cosgrave (w King’s Lynn Town)    |
| 24 | PO   | Alfie Bendle (w Eastbourne Borough)    |
| 27 | PO   | Dylan Adjei-Hersey (w Hungerford Town) |

| Nr | Poz. | Piłkarz                               |
| -- | ---- | ------------------------------------- |
| 34 | PO   | Kwaku Frimpong (w Potters Bar Town)   |
| 36 | OB   | Luke Jenkins (w Weymouth)             |
| 39 | NA   | Quaine Bartley (w Wingate & Finchley) |

### Piłkarz roku
| Sezon   | Zwycięzca       |
| ------- | --------------- |
| 2002/03 | Lee Sidwell     |
| 2003/04 | Matt Everard    |
| 2004/05 | Richard Butler  |
| 2005/06 | Andy Little     |
| 2006/07 | Anthony Howard  |
| 2007/08 | Jason Goodliffe |
| 2008/09 | Ben Judge       |
| 2009/10 | Danny Kedwell   |
| 2010/11 | Sam Hatton      |
| 2011/12 | Sammy Moore     |

| Neal Ardley    | Anglia | Menadżer           |
| Neil Cox       | Anglia | Asystent menadżera |
| Simon Bassey   | Anglia | Trener 1. zespołu  |
| Ashley Bayes   | Anglia | Trener bramkarzy   |
| Stuart Douglas | Anglia | Fizjoterapeuta     |
| Jason Moriarty | Anglia | Trener Fitnessu    |

| Lata      | Menadżer                   |
| --------- | -------------------------- |
| 2002–04   | Terry Eames                |
| 2004      | Nicky English (tymczasowo) |
| 2004–07   | Dave Anderson              |
| 2007–2012 | Terry Brown                |
| 2012–     | Neil Ardley                |

| Lata      | Menadżer                   |
| --------- | -------------------------- |
| 2002–04   | Terry Eames                |
| 2004      | Nicky English (tymczasowo) |
| 2004–07   | Dave Anderson              |
| 2007–2012 | Terry Brown                |
| 2012–     | Neil Ardley                |

## Działalność byłych piłkarzy Wimbledonu
W 2005 roku powstało stowarzyszenie byłych piłkarzy Wimbledonu (ang. Wimbledon Old Players Association (WOPA)). Jego członkami mogą zostać także piłkarze i menadżerowie klubu powstałego w 2002 roku. Wśród 60 założycieli tego stowarzyszenia byli między innymi: John Fashanu, Dave Beasant, Efan Ekoku, Neil Sullivan, Dave Bassett, Wally Downes, Marcus Gayle, Neal Ardley, Alan Kimble i Andy Thorn.

## Sukcesy
Po przeniesieniu siedziby Wimbledonu z Londynu do Milton Keynes, powstał spór dotyczący przejęcia tradycji przez nowo powstały klub MK Dons. Kibice stołecznego klubu uważali, że wszelkie trofea zdobyte przez Wimbledon F.C. powinny powrócić do miejsca, z którego oryginalny klub pochodzi.
W 2006 roku doszło do porozumienia pomiędzy Milton Keynes Dons F.C., Stowarzyszeniem Kibiców MK Dons (ang. MK Dons Supporters Association), Stowarzyszeniem Kibiców AFC Wimbledon (ang. the Wimbledon Independent Supporters Association (WISA)) i Ogólnokrajową Federacją Kibiców (ang. Football Supporters Federation). Ustalono, że trofea zdobyte przez oryginalny, stołeczny klub, powrócą do dzielnicy Merton w Londynie. Podjęto także decyzję o członkostwie kibiców MK Dons w Ogólnokrajowej Federacji Kibiców oraz zaprzestaniu bojkotowania meczów z udziałem tego zespołu.
Replika Pucharu zdobytego w 1988 przez oryginalny klub, powróciła do Merton 2 sierpnia 2007 roku.
- Conference South
  - mistrz: 2008–09
- Isthmian League First Division
  - mistrz: 2004–05
- Combined Counties League
  - mistrz: 2003–04
- Combined Counties League Premier Challenge Cup
  - zwycięzcy: 2003–04
- Surrey Senior Cup
  - zwycięzcy: 2004–05
  - finaliści: 2005–06
- Supporters Direct Cup
  - Zwycięzcy: 2002–03, 2005-06, 2009–10
  - finaliści: 2004–05, 2006–07
- Phil Ledger Memorial Cup
  - zwycięzcy: 2010–11

### Lista sukcesów oryginalnego klubu
- Puchar Anglii
  - zwycięzcy: 1987-88
- Fourth Division
  - zwycięzcy: 1982-83
- Anglo Italian Cup
  - zwycięzcy: 1975-76
- FA Amateur Cup
  - zwycięzcy: 1962-63
- Southern League
  - mistrz: 1974-75, 1975-76, 1976-77
- Isthmian League
  - mistrz: 1930-31, 1931-32, 1934-35, 1935-36, 1958-59, 1961-62, 1962-63, 1963-64
- London Senior Cup
  - zwycięzcy: 1930-31, 1933-34, 1961-62, 1974-75, 1976-77
- Clapham League
  - mistrz: 1896-97, 1900-01
- South Western Cup
  - zwycięzcy: 1900-01;
- Surrey Senior Cup
  - zwycięzcy: 1935-36; 1939-40; 1948-49; 1954-55
- Surrey Charity Shield
  - zwycięzcy: 1924-25; 1925-26; 1926-27; 1930-31; 1934-35
- Surrey Combination Cup
  - zwycięzcy: 1928-29; 1930-31
- London Charity Cup
  - zwycięzcy: 1935-36; 1949-50; 1951-52
- South London Charity Cup
  - zwycięzcy: 1905-06; 1930-31
- South Western Charity Cup
  - zwycięzcy: 1930-31
- South of the Thames Cup
  - zwycięzcy: 1953-54; 1960-61; 1961-62; 1962-63
- Herald League
  - mistrz: 1896-97
- Herald Cup
  - zwycięzcy: 1900-01

## Rekordy klubowe
- Najwyższe zwycięstwo u siebie: AFC Wimbledon 9–0 Slough Town, 31 marca 2007.
- Najwyższe zwycięstwo na wyjeździe: Chessington United 0–9 AFC Wimbledon, 14 lutego 2004.
- Najwyższa porażka u siebie: AFC Wimbledon 0–4 Hampton & Richmond Borough, 1 kwietnia 2006.
- Najwyższa porażka na wyjeździe: York City 5–0 AFC Wimbledon, 7 kwietnia 2010.
- Seria meczów bez porażki: 78, 26 lutego 2003 - 27 listopada 2004 (rekord w angielskiej piłce seniorskiej na wszystkich szczeblach ligowych)
- Najwyższa frekwencja: 4,722 na stadionie Kingsmeadow, 25 kwietnia 2009 przeciwko St Albans City.
- Najwięcej występów: 189, Anthony Howard.
- Najwięcej goli: 107, Kevin Cooper w 105 występach.
- Najwięcej goli w sezonie: 53, Kevin Cooper (66 we wszystkich rozgrywkach) w sezonie 2003–04.